# Памятник Пушкину (Одесса, Пушкинская улица)
Па́мятник А. С. Пу́шкину на у́лице Пу́шкинской в Оде́ссе — памятник-скульптура русскому поэту Александру Сергеевичу Пушкину, установленный в 1999 году в Одессе, у центрального входа в здание Литературно-мемориального музея А. С. Пушкина (филиала Одесского государственного литературного музея), расположенное в доме № 13 по улице Пушкинской.
Является вторым памятником А. С. Пушкину в Одессе.

## История создания
Памятник русскому поэту Александру Сергеевичу Пушкину в Одессе был воздвигнут в 1999 году, в честь 200-летия со дня его рождения.
Бронзовую скульптуру поэта было решено установить возле здания, в котором располагается Литературно-мемориальный музей А. С. Пушкина (филиал Одесского государственного литературного музея). Музей, в свою очередь, размещается в здании бывшей гостиницы «Северная» (фр. Hotel du Nord), принадлежавшей известному российскому негоцианту Шарлю Сикару, в которой А. С. Пушкин остановился по приезде 3 июля 1823 года в Одессу, куда он был отправлен в ссылку, а затем прожил свой первый месяц из тринадцатимесячного срока пребывания в городе.
Бронзовая скульптура была изготовлена одесским скульптором Александром Токаревым, автором ряда скульптурных композиций малых форм, установленных в Одессе.

## Описание памятника

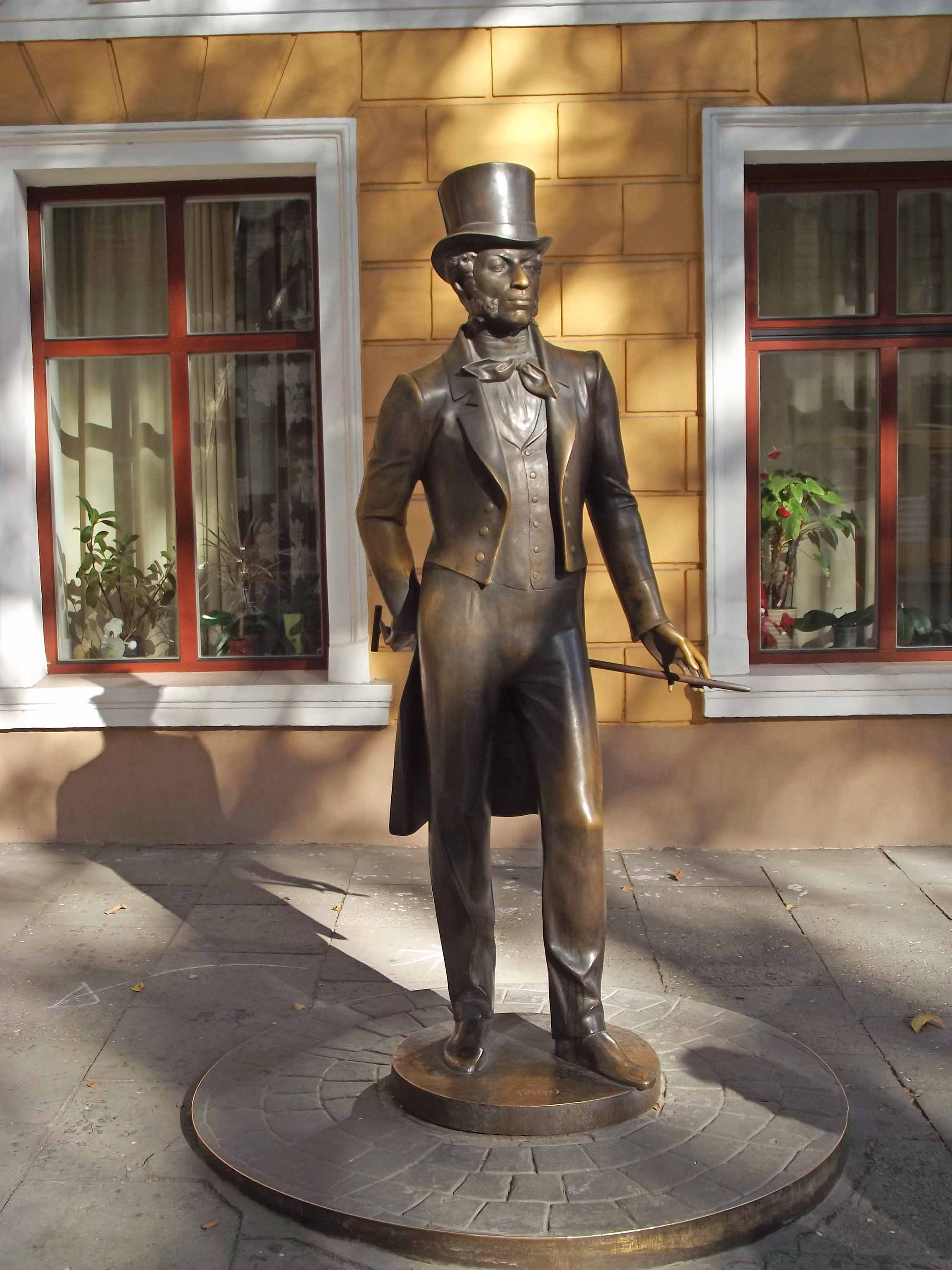
Памятник А. С. Пушкину перед зданием Литературно-мемориального музея А. С. Пушкина. Одесса, ул. Пушкинская, дом № 13.
12 января 2011 года.

Скульптура представляет поэта А. С. Пушкина в полный рост, изящно, по моде, одетым молодым человеком (во время приезда в Одессу ему только исполнилось 24 года). На нём фрак и жилет, на шее повязан шейный платок, на голове цилиндр, в руках трость. Памятник установлен не на пьедестале, а на бронзовом диске, который лишь слегка приподнят относительно уровня тротуара. Это, а также размеры скульптуры — она выполнена в человеческий рост — приближает скульптуру к зрителю, ставит его в один уровень с Пушкиным.
С момента установки скульптуры трость, которую бронзовый Пушкин держит в руках, трижды становилась добычей вандалов — её воровали неустановленные лица. В день 210-го дня рождения поэта, 6 июня 2009 года, Одесская общественная организация «Добровольное общество защиты объединённой Руси» («Дозор») «подарила» поэту новую трость: она сделана не из бронзы, как предыдущие изделия, а из стали, и имеет пять уровней крепления к скульптуре. С тех пор трость ни разу не пропадала.